# Christa Sammler

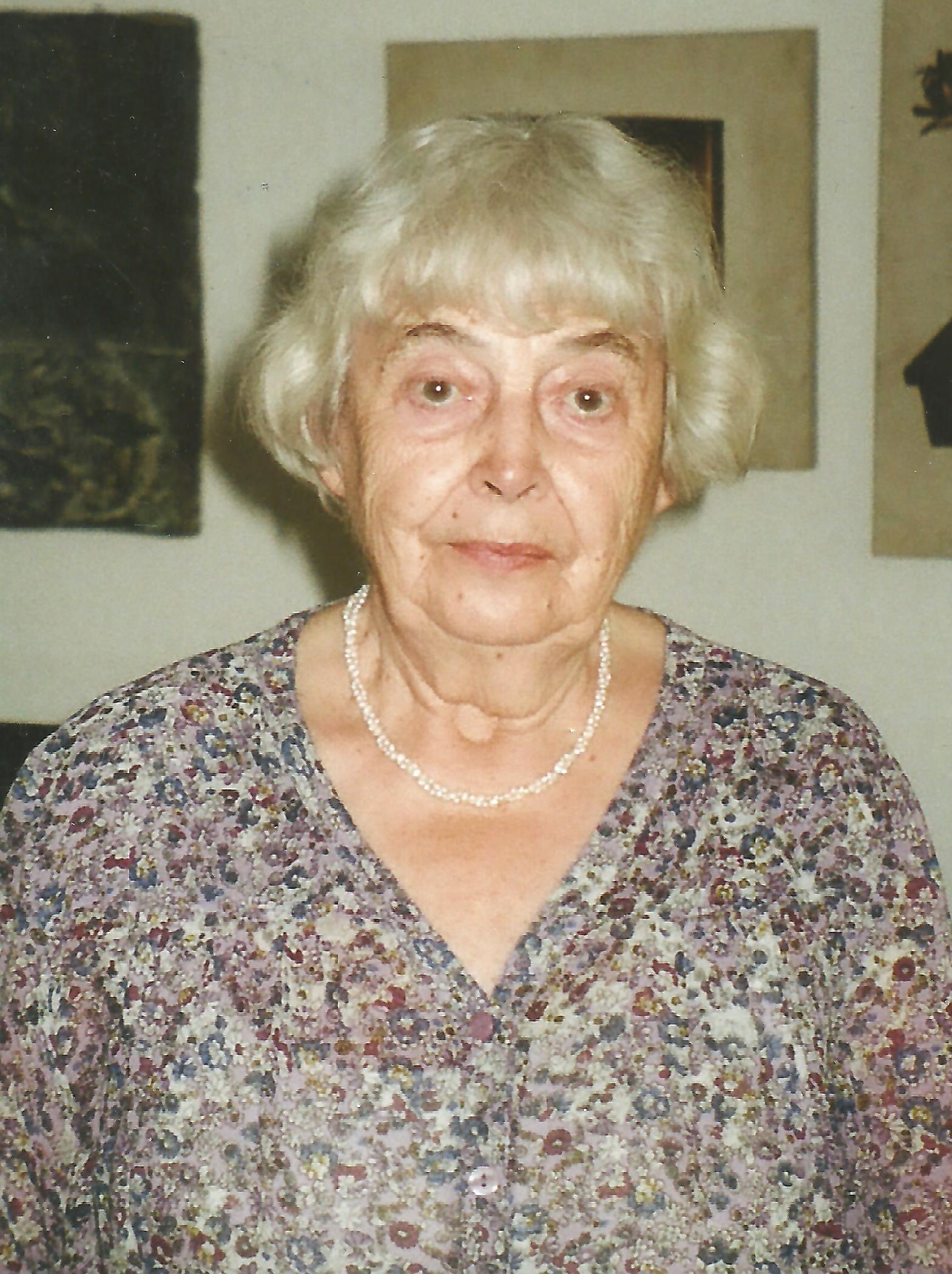
Christa Sammler

Christa Sammler (* 23. Dezember 1932 in Breslau) ist eine deutsche Bildhauerin. 

## Leben und Werk
Christa Sammler erhielt von 1948 bis 1951 Zeichenunterricht bei Alfred Herzog in Bautzen, 1951 machte sie das Abitur. Von 1951 bis 1956 studierte sie an der Hochschule für Bildende Künste Dresden (HfBK) bei Walter Arnold. Für ihr Diplom schuf sie u. a. die Statue Kopftuchbindendes Mädchen. Von 1956 bis 1958 war sie Meisterschülerin an der Akademie der Künste der DDR bei Gustav Seitz. Seit 1958 arbeitet sie freischaffend in Berlin. Sie war von 1958 bis 1990 Mitglied des Verbandes Bildender Künstler der DDR, hatte in der DDR eine große Anzahl von Einzelausstellungen und war auf allen wichtigen überregionalen Ausstellungen vertreten, u. a. von 1972 bis 1988 auf allen Kunstausstellungen der DDR in Dresden.
Neben der Tätigkeit als Bildhauerin setzte sie sich für die Rettung und den Erhalt historischer Bau- und Bildwerke ein (Potsdam: Holländisches Viertel, Marstall. Berlin: Neues Museum, Altbaufassaden). Als Vorstandsmitglied der Gesellschaft Historisches Berlin e. V. (GHB) setzte sie sich 2001 mit der Befürwortung des Präsidenten des Abgeordnetenhauses Walter Momper erfolgreich für einen sinngebenden Standort des Denkmals des Freiherrn vom Stein vor dem Berliner Abgeordnetenhaus ein.
Reisen unternahm sie in die Tschechoslowakei, Sowjetunion, nach Ungarn, Polen, Bulgarien, Jugoslawien, Griechenland, Italien, Frankreich, Schweiz und Belgien. Der künstlerische Vorlass von Christa Sammler befindet sich heute im Winckelmann-Museum in Stendal.

## Ehrungen
- 1956: 1. Preis auf dem 2. Fest junger Künstler in Karl-Marx-Stadt
- 1957: Bronzemedaille beim internationalen Wettbewerb anläßlich der VI. Weltfestspiele der Jugend und Studenten in Moskau
- 1976: Will Lammert-Preis
- 1985: Kunstpreis der DDR
- 1988: Käthe-Kollwitz-Preis

## Werke (Auswahl)

### Plastiken

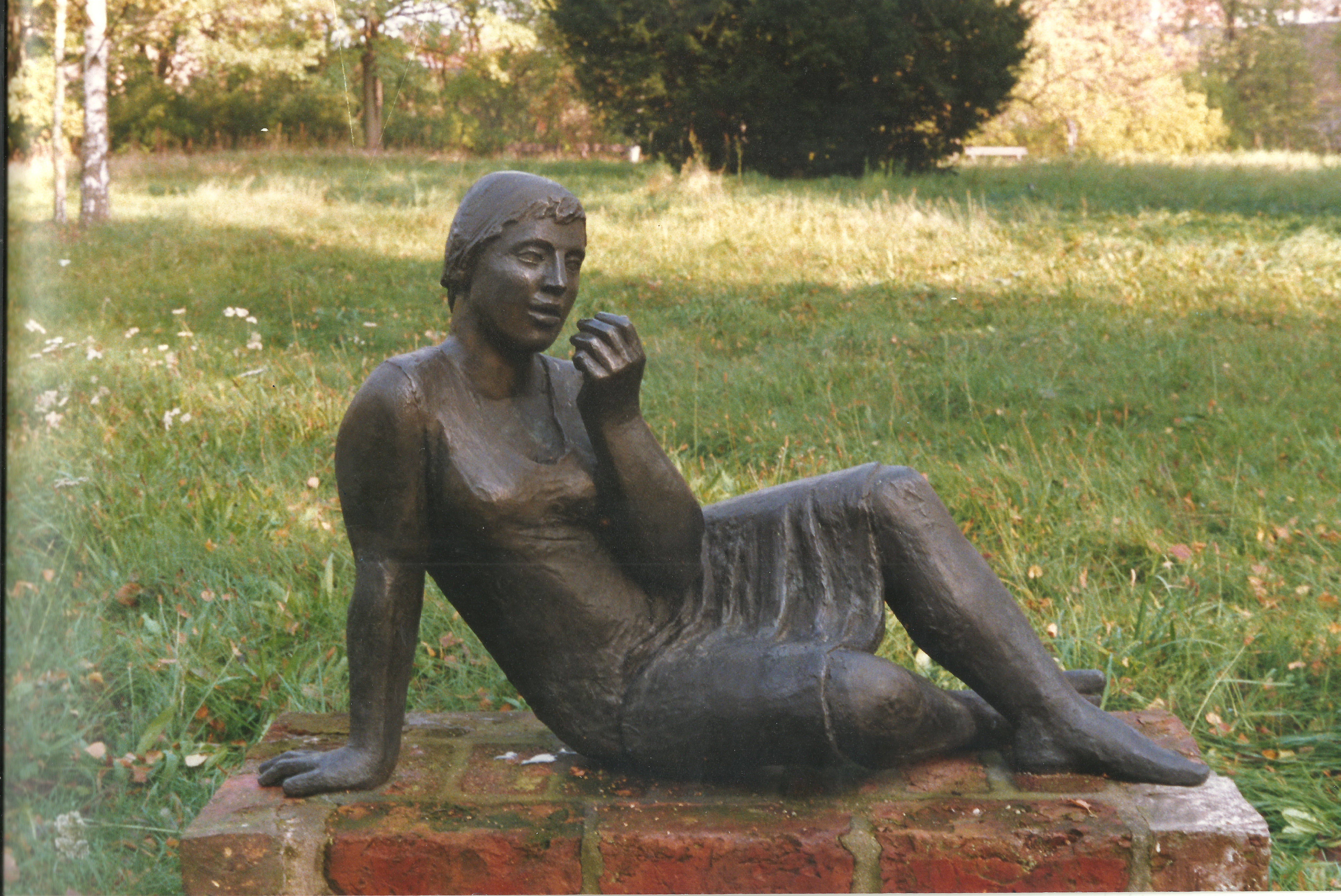
Mädchen mit Apfel

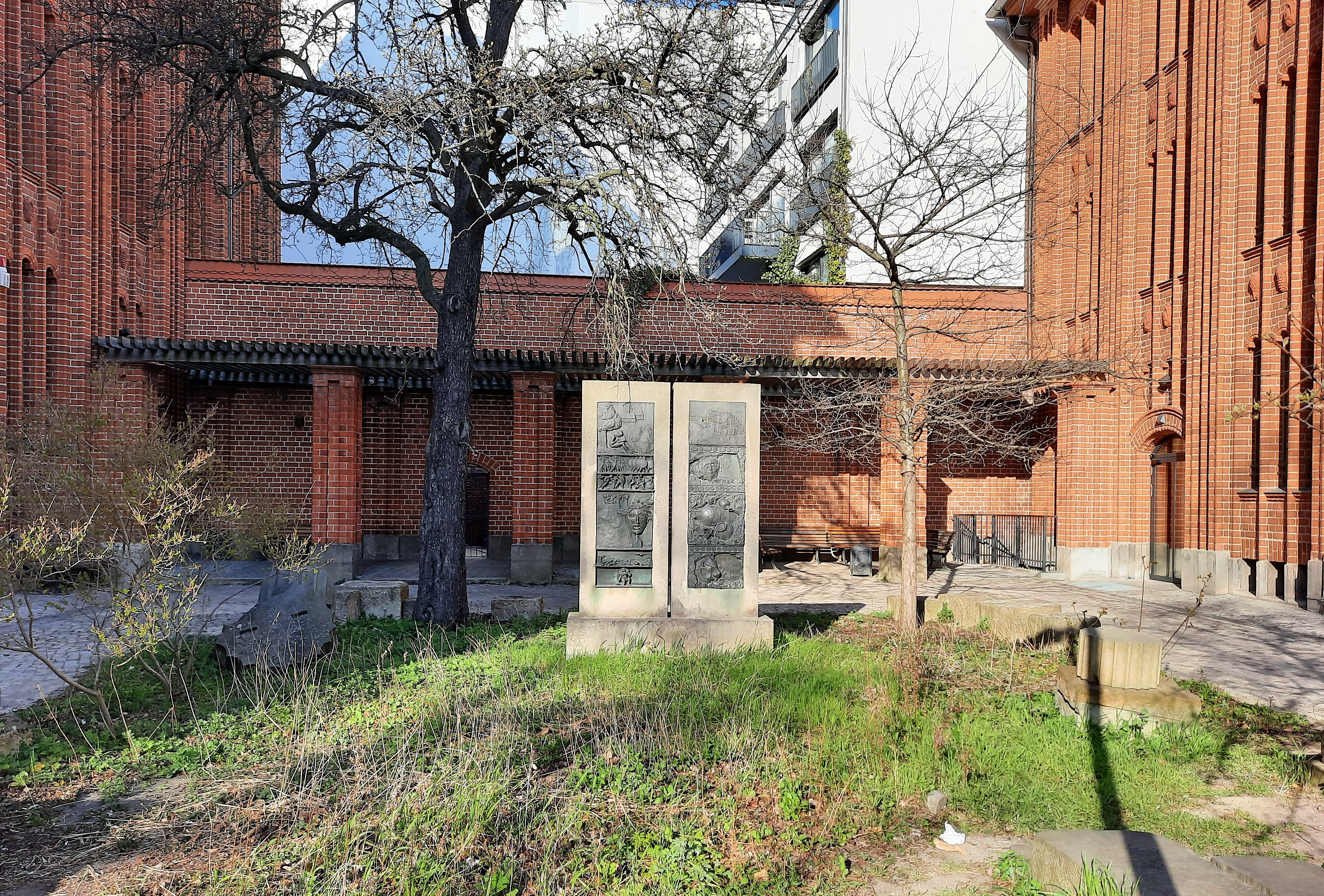
Schliemann-Denkmal

- Zum Gedenken an den Bombenangriff auf Dresden, 13.02.1945. Mutter mit Kind (Sammlung der HfBK)[3]
- 1961/62: Mädchen mit Apfel, Bronze auf flachem Sockel, Höhe 75 cm, mehrere Abgüsse, 
Berlin-Lichtenberg, zuerst auf dem Freyaplatz, nach dessen Umgestaltung auf eine Rasenfläche in der Rüdigerstraße vor einem Schulgebäude umgesetzt[4][5], in den 2010er Jahren versetzt in den Nibelungenpark,
 ein weiterer Abguss befindet sich in der Skulpturensammlung vom Albertinum in Dresden
- 1963: Junger Arbeiter, im Park am Weißen See[6]
- 1966: Große Liegende, Schwesternschule in Frankfurt/Oder, Zweitguss im Fennpfuhlpark
- 1971: Berliner Stillleben Nr. IV, Aluminium, 46 × 35 cm[7]
- 1969–1974: Neunteiliger Reliefzyklus Erlebnis der Musik, Aluminium, 16 × 3 m, für das Foyer der Musikhalle im Kongresszentrum Chemnitz[2]
- 1970 (ca.):Stillleben mit Büchern, Fayence/Relief[8]
- 1978–1981: Schliemann-Denkmal, angefertigt für die Schliemann-Ehrung, Aufstellung im Treptower Park, 1994 versetzt auf den Hof des Heinrich-Schliemann-Gymnasiums, Berlin[9]
- 1980: Troja, Totenkopf im Helm, Bronzerelief, 54 × 50 cm, anlässlich der Heinrich-Schliemann-Ehrung[10]
- 1983: Theaterstele, Berlin[2]
- 1984: Der Frieden (nach Aristophanes), Bronze, Sandstein für den Vorplatz des Deutschen Theaters in Berlin
- 1986–1991: Fünfteiliger Reliefzyklus Mensch bis Natur bis Gesetze, Bronze, für die Akademie der Wissenschaften der DDR in Berlin
- 1991: Gegenwart – Vergangenheit, Stele, Bronze, 25,5 × 75 cm

### Publizierter Essay Christa Sammlers
- Rückbesinnung als Engagement für das Heute. In: Bildende Kunst, Berlin, 1985, S. 211

## Ausstellungen seit der deutschen Wiedervereinigung (unvollständig)

### Einzelausstellungen
- 2024/2025: Trebnitz, Gustav Seitz Museum ("Christa Sammler bei Seitz – Verbundenheit in Kunst und Korrespondenz")

### Teilnahme an Gruppenausstellungen
- 1996: Berlin, Galerie „M“
- 2001: Rostock, Antike Spuren
- 2001: BRD Troja bis Traum und Wirklichkeit
- 2007: Galerie Neustrelitz Maß und Emotion